# Enrique Alejandro Mancini
Enrique Alejandro Pedro Mancini (La Rioja, 17 de septiembre de 1931 - Buenos Aires, 9 de julio de 2008) fue un periodista, locutor de radio y presentador de televisión argentino.

## Trayectoria
Enrique Alejandro Mancini vivió su infancia en La Rioja. Fue compañero de primaria del expresidente Carlos Saúl Menem.
Debutó en 1951 en el entonces denominado Servicio Radiofónico Internacional Argentino, actualmente Radiodifusión Argentina al Exterior (RAE).
A partir de 1954 se desempeñó como locutor y redactor en el histórico noticiero Sucesos Argentinos, proyectado durante años en los cines del país.
Tuvo destacada participación en diferentes emisoras del país, tanto como periodista y como locutor, estando al frente de ciclos de gran repercusión como De igual a igual y ¿Qué pasa, Sr. Mancini? (Radio Splendid), Exigencia (Radio Belgrano y Radio Mitre), Las cuatro horas (Radio Mitre), Personalmente 2000 (Radio Colonia de Uruguay) y Personalmente, ciclo que tuvo una duración de más de 20 años y con el que accedió a la grilla de programación de la AM 870 Radio Nacional. En su paso por la misma, a la que llegó junto a Juan Carlos Mareco, Julio Lagos y Marcelo Simón, y donde compartió aire con Carlos Rodari y Hugo Guerrero Marthineitz, fue artífice del cambio que dotó a la emisora oficial de un contenido más popular que el que la caracterizaba hasta entonces, centrado en la difusión de música clásica. En 2003, fue excluido de la programación de esta radio a instancias de la nueva directora Mona Moncalvillo. En 1981 obtuvo el Premio Konex - Diploma al Mérito por su trayectoria como Locutor.
Junto al locutor Juan Carlos Pascual lanzó al aire la FM 102.3 MHz, primera estación de frecuencia modulada de Argentina, en la actualidad FM Aspen.
Afiliado a la Unión Cívica Radical, se lo asoció con la ex presidenta María Estela Martínez de Perón, aunque afirmó haber sido prohibido por José López Rega. A pesar de esto, en un reportaje de 2002 sostuvo: "No estoy politizado, aunque algunos sectores lo intenten. Alguien me politizó y pronto, en una carta abierta, voy a pedir que no lo hagan más"
Autodefinido como "un profundo nacionalista que fustiga el yugo aceptado del imperialismo", tuvo una importante participación en la cobertura de la Guerra de Malvinas, que incluía la conducción de un noticiero en inglés pensado para ser transmitido en las islas —a través de una estación de radio denominada Liberty— lo que tiempo más tarde le valió algunos cuestionamientos.
Enrique Alejandro Mancini estuvo al frente de la televisión pública —por entonces ATC— en los inicios del primer mandato del gobierno de Carlos Menem, por un período de 15 meses, en el que incluso condujo el informativo de la emisora.
Fue miembro consultor de la Academia Argentina de Arte y Medios de Comunicación.
En los últimos años continuaba ejerciendo su labor aunque con mucha menos repercusión. Su último programa de radio fue Buenas migas, por Radio El Mundo (2007), dedicado a la actividad gastronómica. 

## Libros que hacen referencia al periodista
- Buero, Luis (1999). Historia de la televisión argentina contada por sus protagonistas. Universidad de Morón. p. 255.

- Honorable Cámara de Senadores de la Nación Argentina (1961). Diario de Sesiones de la Cámara de Senadores. Procede de la Universidad de Texas. p. 720. «Lo que le ha ocurrido ahora a un prestigioso periodista como Enrique Alejandro Mancini que ahora se le niega el acceso a la radio,...»